# ببر سیاه

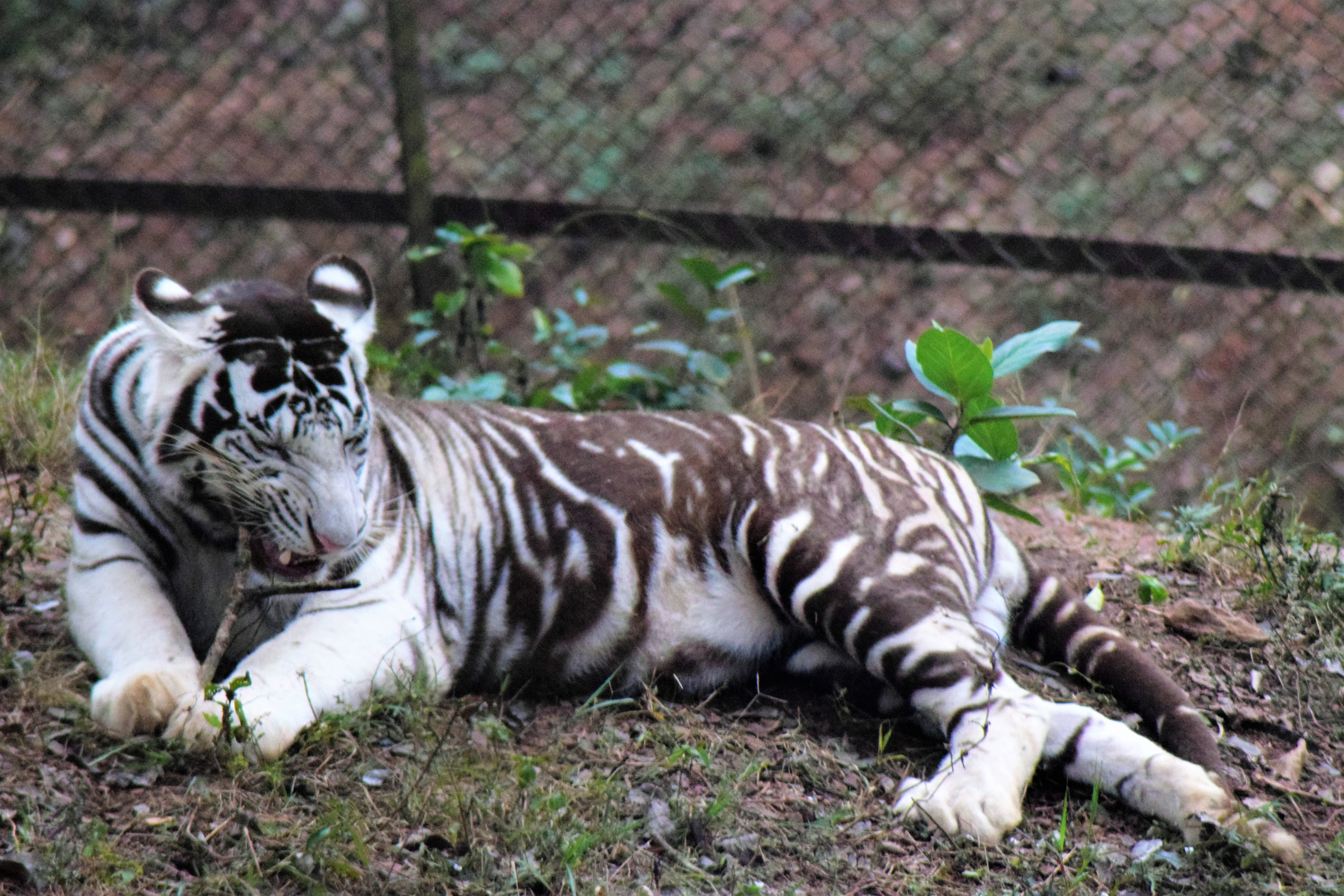
ببر سفید شبه‌سفیدگرا

ببر سیاه یک نوع رنگی کمیاب از ببر است و یک گونه یا زیرگونه جغرافیایی مشخص نیست.
گزارش‌ها و یک نقاشی از ببرهای غیر راه‌راه سیاه خالص (ببرهای دارای سیاه‌گرایی واقعی) وجود دارد. بیشتر پستانداران سیاه به دلیل جهش غیر آگوتی هستند. آگوتی به تیک تاک کردن هر تار مو اشاره دارد. در نور خاص، الگو همچنان خود را نشان می‌دهد، زیرا رنگ پس‌زمینه کمتر از رنگ نشانه‌ها متراکم است.

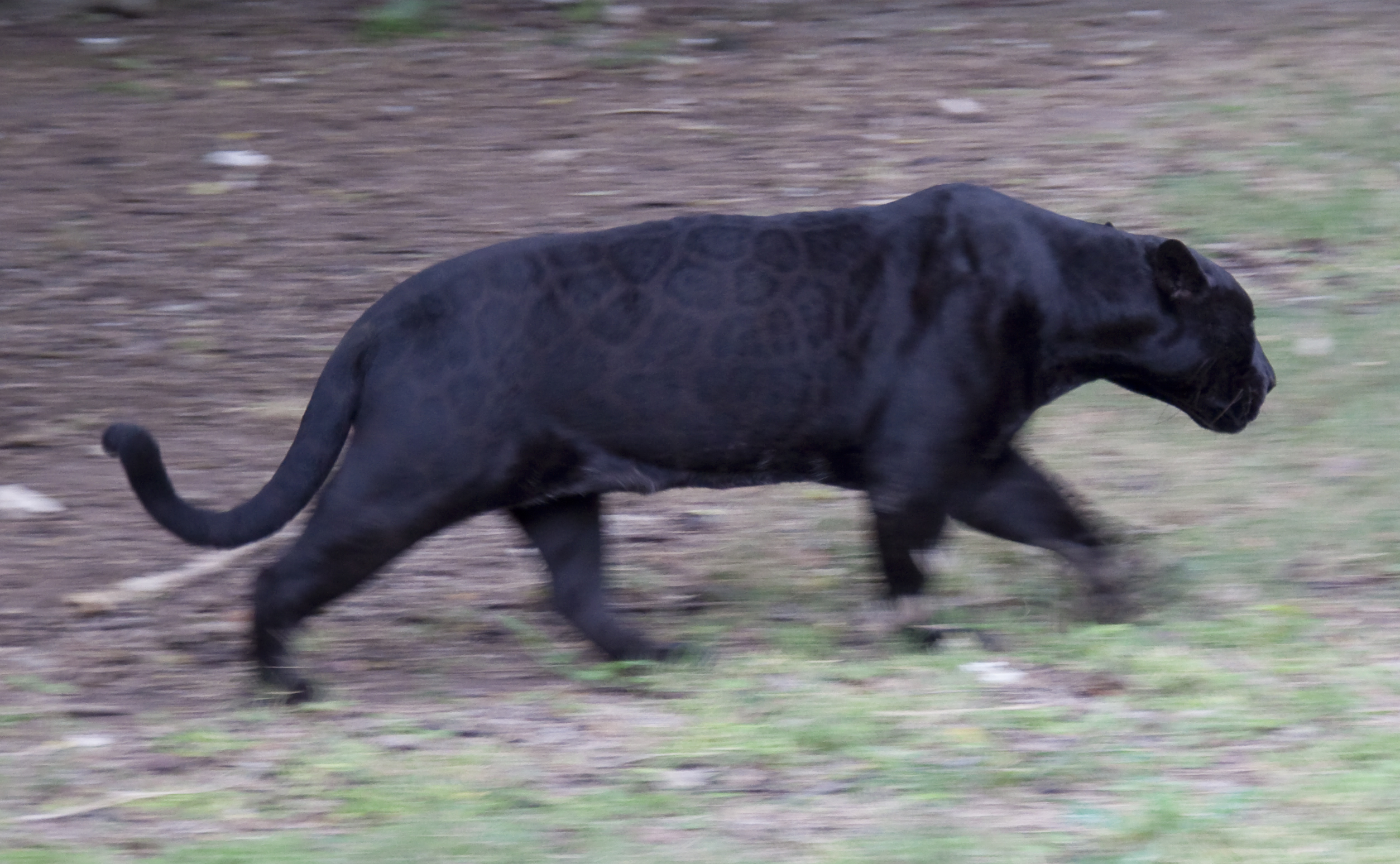
«نشانه‌های روح‌مانند» در یک پوشش جگوار سیاه

نشانه‌های شبح‌مانند شبیه به علامت‌های روی پلنگ سیاه است.